# Krankenhaus Maria Hilf (Brilon)

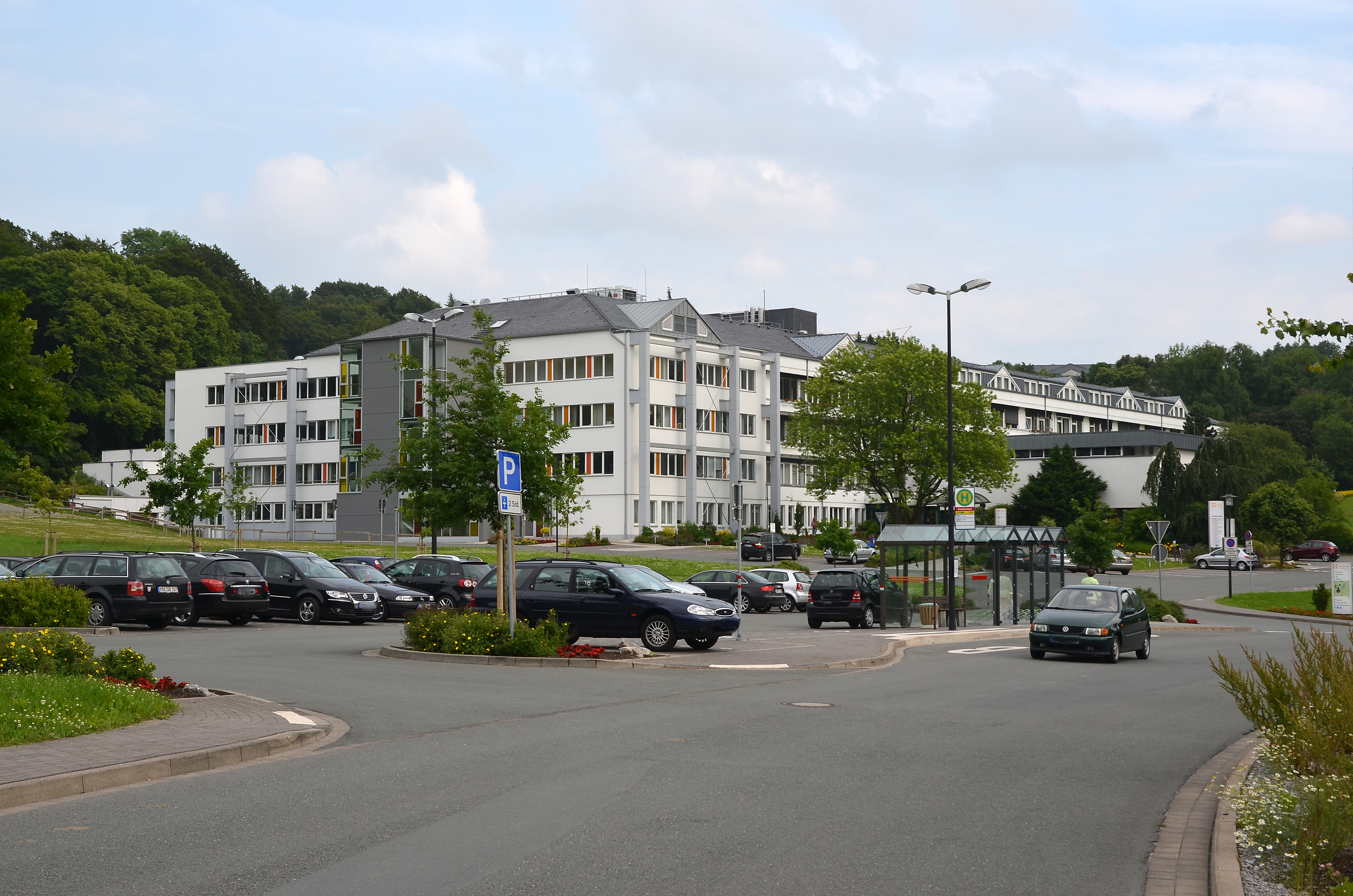
Krankenhaus Maria-Hilf in Brilon

Die Städtisches Krankenhaus Maria-Hilf Brilon gGmbH ist ein gemeinnütziges und seit 1966 kommunales Krankenhaus zur Förderung und Sicherstellung der öffentlichen Gesundheitsversorgung im weitesten Sinne für die nordrhein-westfälische Stadt Brilon und das Umfeld. Die Geschichte geht auf das 1384 urkundlich erwähnte Hospital des Heiligen Geistes zurück.
Nach dem Feststellungsbescheid der Bezirksregierung Arnsberg verfügte das Krankenhaus Maria-Hilf im Jahr 2011 über 194 Betten. Das Krankenhaus besitzt über 32 medizinischen Einrichtungen zur stationären und ambulanten Versorgung. Kooperationen bestehen vornehmlich mit dem Klinikum Kassel, dem Evangelischen Krankenhaus Lippstadt sowie dem Helios-Klinikum Wuppertal (Neuronet). 
Die Klinik ist seit 2024 akademisches Lehrkrankenhaus der deutschen Niederlassung der Universität für Medizin, Pharmazie, Naturwissenschaften und Technik in Neumarkt am Mieresch.

## Geschichte

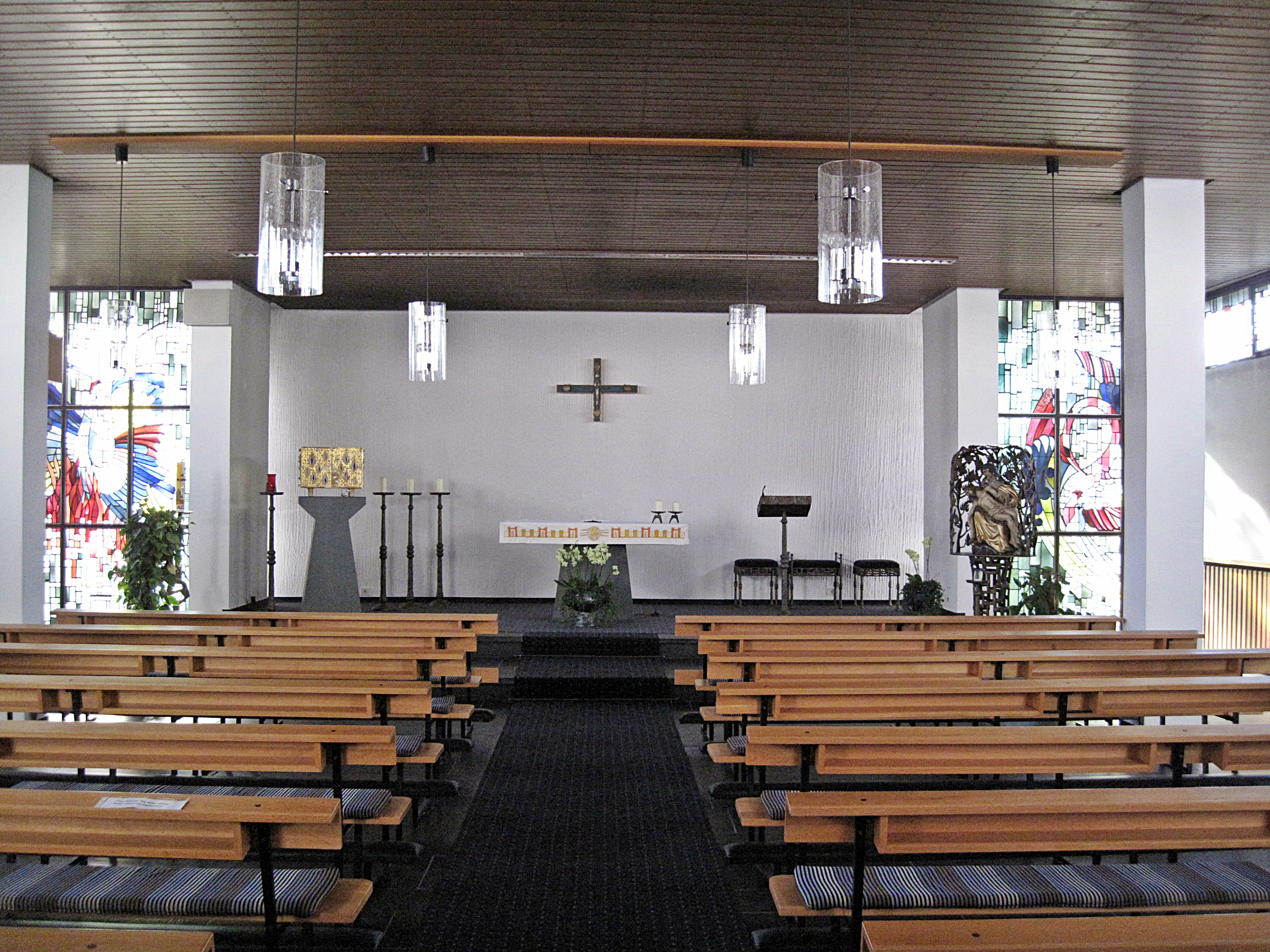
Krankenhauskapelle

Erstmals fand ein Hospiz in der Stadt in einer Urkunde von 1250 Erwähnung. Seit 1346 ist das Hospital des heiligen Geistes nachweisbar. Vermutlich bestand es schon Jahre vorher an der Stelle des heutigen Haus Hövener und stand überwiegend bedürftigen Frauen zur Verfügung. Das Marienhospital in der Derker Straße wurde 1496 genannt. Das Heilig-Geist-Hospital am Marktplatz ist seit 1510 bekannt. Ein weiterer Teil des früheren dürftigen Gesundheitswesens in Brilon war das Siechenhaus, in dem Menschen mit ansteckenden Krankheiten isoliert von der Bevölkerung untergebracht waren. Belege zu diesem Haus sind nur wenige vorhanden, die genaue Lage ist auch nicht überliefert. Es befand sich vor den Toren der Stadt. Der Historiker Johann Suibert Seibertz schrieb 1864: Das Briloner Siechen-Haus stand westlich von der Stadt vor dem oberen oder Ledriker Thore, zwischen den Gärten und der Lehmenkaule, wo es jetzt noch „am Seikenhause“ heißt. Der letzte Garten rechts vom Wege nach Altenbüren hin führt noch den Namen „Seiken-Gärtchen“. Die Höhe und Dauer der Dotation ist nicht überliefert, sein Fonds wurde in späterer Zeit mit den Armenrenten verrechnet. Für die Zeit nach dem Dreißigjährigen Krieg liegen keine Berichte mehr zu dem Siechenhaus vor. Der letzte Hinweis stammt aus einer Akte zu einem Hexenprozess. Der damalige Bürgermeister Albert Gerling ließ zwei der Hexerei und Zauberei angeklagte Frauen abscheulich im Siechenhaus foltern. Für Fremde, die bei ihrer Durchreise erkrankten, stand an der Derker Straße ein Xenodochium zur Verfügung. Das Heilig-Geist-Hospital brannte 1742 ab und wurde nicht wieder aufgebaut. Im Kommandantenflügel des Minoritenklosters wurde 1847 ein neues Krankenhaus eingerichtet. Es wurde 1869 in die Strackestraße verlegt und seitdem Maria-Hilf-Krankenhaus genannt. Eine Stiftung mit dem Namen Krankenhaus Maria-Hilf wurde 1889 gegründet, und es wurde in der Königstraße ein Neubau errichtet. Das Johannes-Hospital in Dortmund erlitt im Zweiten Weltkrieg starke Zerstörungen; es wurde deswegen 1945 ein weiteres Krankenhaus Zum heiligen Geist am Mühlenweg als Dependance eingerichtet.
Im Laufe der folgenden Zeit erwies sich die Unterhaltung zweier Häuser als unzweckmäßig. Der Architekt Allerkamp aus Paderborn erhielt von der Stadt den Auftrag für die Erstellung eines Vorentwurfes für einen Erweiterungsbau. Dieser wurde von beiden Chefärzten und dem Sonderausschuss gebilligt. Die Bezirksregierung in Arnsberg und auch die Landesregierung waren gegen eine Erweiterung, stellten aber für einen Neubau Geldmittel in Aussicht.
Die beiden Krankenhäuser verschmolzen 1966, und unter kommunaler Trägerschaft begann der Neubau am Schönschede. Zu diesem Zweck wurden insgesamt 56.000 Quadratmeter Grundstücke erworben, ein Nachtrag zum Flurbereinigungsverfahren regelte die Eigentumsübertragung. Der erste Spatenstich fand am 24. Juli 1962 statt. Da das Baugrundstück an einem Hang liegt, musste es geebnet und terrassiert werden. Allein für die Ausschachtung der Baugrube wurden 16.000 Kubikmeter Erde ausgehoben. Diese Erde wurde auf Halden in der Nähe gelagert und fand später für die Schaffung von ebenen Flächen Verwendung. Um das Grundstück herum wurde eine neue Straße angelegt und mit dem öffentlichen Netz verbunden. Richtfest wurde am 15. Mai 1964 gefeiert. Bis zum Herbst 1964 waren auch die beiden Schwesternwohnheime fertiggestellt. Die Innenausbauten wurden bis auf einige Mängel Ende 1965 abgeschlossen, das Krankenhaus wurde am 12. Januar 1966 eröffnet, war aber noch immer nicht komplett fertig. Die Vinzentinerinnen, die für die Pflege zuständig waren, berichteten an ihr Mutterhaus in Paderborn von zahlreichen Unzulänglichkeiten. Es hieß, die Arbeitsbedingungen seien denkbar schlecht. Es fehlte an notwendiger Einrichtung, und in der Verwaltung herrsche ein schlimmes Durcheinander. Die Stadt sagte für die nahe Zukunft weitere Ausstattung und notwendiges Personal zu. Diese Schwierigkeiten wurden offensichtlich bald beigelegt, von weiteren Beschwerden seitens der Ordensschwestern liegen keine Nachrichten vor. Die Krankenhauskapelle wurde etwa 1966 eingerichtet. Im Auftrag des Erzbischofs von Paderborn spendete Propst Dünnebacke von der Propsteikirche Brilon die Weihe. Bei der Eröffnung hatte das Krankenhaus 210 Betten. Das Krankenhaus erhielt 1977 eine Intensivstation; hierbei handelte es sich um die erste Intensivabteilung im Altkreis Brilon. Im Jahr 1988 erhielt das Haus einen Anbau, der als Bettentrakt Süd genutzt wurde; eine Installation einer Liegendkrankenanfahrt, eine neue Ambulanz und eine Cafeteria wurden 1989 installiert. Eine Gesamtsanierung des OP-Bereiches war 1993 notwendig. Kontinuierlich wurden bis heute weitere Um-, Anbau- und Sanierungsmaßnahmen vorgenommen.